# میهمانی از بهشت
میهمانی از بهشت یک مجموعه تلویزیونی محصول سال ۱۳۷۹ به کارگردانی عبدالله باکیده، نویسندگی رضا مقصودی و تهیه‌کنندگی رضا جودی می‌باشد که در ماه رمضان سال ۱۳۸۰ از شبکه دو پخش شد. -باکیده با ساخت «مهمانی از بهشت» نخستین تجربه کارگردانی یک کار مناسبتی را کسب کرد و میهمانی از بهشت نخستین کار رمضانی جودی هم بود. داستان این مجموعه با اسباب‌کشی یک خانواده به محله‌ای شروع می‌شود. پسر این خانواده روزنامه‌نگار است. بعد از مدتی یک رابطه عاطفی بین او و دختری به نام سایه به وجود می‌آید.

## بازیگران
- فقیهه سلطانی
- زهره حمیدی
- امیر مولایی
- باقر صحرارودی
- رابعه اسکویی
- علی اوسیوند
- فخری سلطانی
- محمود عزیزی
- مختار سائقی
- مهدی امینی‌خواه
- مجتبی بیطرفان